# Free Joseon
Free Joseon (en coreano: 자유조선; antiguamente conocido bajo el nombre de Cheollima Civil Defence (en inglés: Defensa Civil de Chollima, e incluso autonombrándose ocasionalmente como Gobierno provisional de Free Joseon; Gobierno provisional de Joseon libre) es un grupo político constituido el 4 de marzo de 2017. Reivindican ser protectores de Kim Han-sol, hijo de Kim Jong-nam, desde el asesinato de su padre. Es conocido por el apoyo que aporta a los desertores que desean abandonar Corea del Norte y especialmente por el asalto a la embajada norcoreana en Madrid (España).  
El 1 de marzo de 2019, Cheollima Civil Defence se renombró como Free Joseon, denominación que el grupo ha elegido para utilizar cuando, según ellos, el actual gobierno norcoreano sea subvertido. 

## Visión
El 1 de marzo de 2019, Free Joseon publicó la Declaración para un Joseon libre. En esta declaración, el grupo enumera nueve puntos de acusaciones contra el régimen de los Kim en Corea del Norte. Estos puntos implican actos de tortura, de terrorismo, o los continuos fracasos del régimen para proporcionar el suficiente alimento al pueblo norcoreano. Free Joseon considera al régimen de los Kim como ilegítimos, y se ha proclamado como el verdadero gobierno representativo del pueblo de Corea del Norte. La declaración prosigue llamando a la resistencia frente al régimen de los Kim y aporta un apoyo a los coreanos en el extranjero, llamándolos a la unificación.

## Historia
El grupo fue formado el 4 de marzo de 2017. Se dieron a conocer internacionalmente el 8 de marzo de ese año cuando apareció un video en Internet donde aparecía una persona, que supuestamente era Kim Han-sol, informando de que toda su familia había podido salir de Corea del Norte tras el asesinato el mes anterior de Kim Jong-nam en el aeropuerto Internacional de Kuala Lumpur (Malasia), gracias al grupo militante Cheollima Civil Defence. En ese mismo vídeo, Han-sol decía que el grupo había recibido apoyo de autoridades neerlandesas, estadounidenses y surcoreanas.
Aunque el grupo se anunció como un grupo creado por desertores norcoreanos, esto se puso en duda desde un inicio. Además, en la operación más sonada del grupo, el asalto a la embajada norcoreana de España, de los 11 integrantes del grupo asaltante, tan solo 1 era un desertor de Corea del Norte, siendo la mayoría de los integrantes ciudadanos extranjeros con ascendencia coreana o ciudadanos surcoreanos con doble nacionalidad.
A comienzos de 2018, un medio de comunicación de la República de China indicó que la organización brindaba apoyo grauito a cualquier desertor norcoreano que lo solicitase. Además, también se decía que la organización sólo recibía apoyo monetario a través de la criptomoneda Bitcoin.
El 15 de marzo de 2019, The Washington Post anunció que Free Joseon estaba implicado en el asalto del 22 de febrero contra la embajada de Corea del Norte en Madrid. Los medios de comunicación españoles publicaron vínculos entre ciertos participantes del asalto y el servicio de inteligencia estadounidense.
El grupo es, según el estudioso ruso Andréi Lankov, una tapadera de la CIA. Para el experto en asuntos coreanos, Free Joseon está vinculado directamente con el servicio de inteligencia estadounidense.
El 18 de abril de 2019, el Departamento de Justicia de los EE. UU. arrestó a Christopher Phillip Ahn, miembro de Free Joseon, y ha ordenado el arresto de Adrian Hong Chang (otro miembro acusado de liderar el asalto de Madrid), así como el registro de su domicilio en Los Ángeles (California).
El 30 de junio de 2019, Free Joseon publicó una declaración con relación a la reunión del presidente de Estados Unidos, Donald Trump, con Kim Jong-un, en la cual el presidente estadounidense traspasaba simbólicamente la frontera de Corea del Norte en la zona desmilitarizada.